# Tebaína
Tebaína ou paramorfina é um dos principais alcalóides presentes no ópio. Quimicamente é próximo da codeína e da morfina, porém seu efeito interfere de forma antagônica para com a morfina. É utilizado para criar derivados sintéticos como a naloxona.
Na medicina, este alcalóide, isoladamente, tem pouco valor terapêutico, pois causa convulsões ao invés de efeito narcótico.